# Holdfénytánc
A Holdfénytánc az Exotic együttes első nagylemeze. 1988-ban jelent meg.

## Számlista
1. 24/24
2. Ébresztő Paganini
3. Miért nézel rám? Közreműködött: Czakó Ildikó (Gombóc)
4. Punk rapszódia
5. Szolid árak, forró vágyak
6. Ő csak ül
7. Nézz rám, tizedes!
8. Ha foglalkoznék veled
9. Holdfénytánc
10. TV regény
11. R'n'R király

## Fogadtatás
Az Új Tükör dicsérte Czakó Ildikó és Sipos F. Tamás hangját, ám megjegyezte, hogy az album dalai csak részben emlékeztetnek az Exotic korábbi zenei irányvonalára. Az Ifjúsági Magazin hatból hármasra értékelte az albumot („megjárja”), „felemásnak” tartotta az eredményt: „Az Exotic görcsösen meg akar felelni a slágerzenekar kritériumainak, mintha üdvösségüket csak ez biztosíthatná, közben viszont saját, ütőképes eszközeit kénytelen félretenni.”

## Közreműködők
Exotic együttes:
- Sipos F. Tamás (ének)
- Vilmányi Gábor (gitár, vokál)
- Tabár Zoltán (basszusgitár)
- Tabár István (billentyűs hangszerek)
- Csík István (dob)

A lemezen közreműködött:
- Czakó Ildikó (Gombóc) (ének, vokál)